# Лю Хао (каноїст)
Лю Хао (1993 , Юньнань ) — китайський спортсмен-веслувальник на каное, олімпійський чемпіон 2024 року, дворазовий срібний призер Олімпійських ігор 2020 року, чемпіон світу.

## Виступи на Олімпіадах
| Олімпіада  | Дисципліна                  | Місце |
| ---------- | --------------------------- | ----- |
| Токіо 2020 | каное-одиночки, 1000 метрів | 2     |
| Токіо 2020 | каное-двійки, 1000 метрів   | 2     |
| Париж 2024 | каное-одиночки, 1000 метрів | 13    |
| Париж 2024 | каное-двійки, 500 метрів    | 1     |

## Зовнішні посилання
- Лю Хао (каноїст) на сайті International Canoe Federation (англійська)
- Лю Хао (каноїст) на сайті Olympedia (англійська)